# Lutécia
Lutécia é um município brasileiro do estado de São Paulo.

## História
Lutécia foi fundada em 30 de novembro de 1944. Mas desde 1922, quando foi colonizada, teve pelo menos dois nomes, antes de adotar o atual. Primeiro foi Frutal, em razão de suas árvores frutíferas, e depois Boa Esperança. Em 11 de dezembro de 1929, por sugestão do então deputado estadual Nelson Ottoni de Rezende, acabou virando Lutécia, o mesmo nome que já batizou Paris, a Cidade Luz. Chegou ao município em 30 de novembro de 1944.

## Geografia
Localiza-se a uma latitude 22º20'24" sul e a uma longitude 50º23'32" oeste, estando a uma altitude de 581 metros. Sua população estimada em 2004 era de 3.029 habitantes.
Possui uma área de 474,627 km².

### Demografia
Dados do Censo - 2000
População total: 2.897
- Urbana: 2.144
- Rural: 753
- Homens: 1.473
- Mulheres: 1.424

Densidade demográfica (hab./km²): 6,10
Mortalidade infantil até 1 ano (por mil): 18,42
Expectativa de vida (anos): 69,91
Taxa de fecundidade (filhos por mulher): 2,36
Taxa de alfabetização: 86,80%
Índice de Desenvolvimento Humano (IDH-M): 0,755
- IDH-M Renda: 0,668
- IDH-M Longevidade: 0,749
- IDH-M Educação: 0,849

(Fonte: IPEADATA)

### Rodovias
- SP-421

## Infraestrutura

### Comunicações
O sistema de telefones automáticos foi inaugurado na cidade em 1979 pela Telecomunicações de São Paulo (TELESP), que também implantou o sistema de discagem direta à distância (DDD) em 1989 com o código de área (0183). Anteriormente a cidade era atendida pela Companhia de Telecomunicações do Estado de São Paulo (COTESP).
Na década de 90 o código DDD da cidade foi alterado para (018), para padronização do sistema telefônico com a telefonia celular que estava sendo implantada em todo o estado.

## Religião
O Cristianismo se faz presente na cidade da seguinte forma:

### Igreja Católica
- A igreja faz parte da Diocese de Assis.[10]

### Igrejas Evangélicas
- Assembleia de Deus Ministério do Belém.[11][12]
- Congregação Cristã no Brasil.[13]